# Gazipur Sadar
Gazipur Sadar (en bengali : গাজীপুর সদর) est une upazila du Bangladesh dans le district de Gazipur. En 1991, on y dénombrait 588 492 habitants.